# John Moore (Eishockeyspieler)
John Moore (* 19. November 1990 in Winnetka, Illinois) ist ein US-amerikanischer Eishockeyspieler, der zuletzt bis Juli 2023 bei den Anaheim Ducks in der National Hockey League unter Vertrag stand. Zuvor war der Verteidiger in der NHL bereits für die Columbus Blue Jackets, New York Rangers, Arizona Coyotes, New Jersey Devils und Boston Bruins aktiv.

## Karriere
John Moore begann seine Karriere als Eishockeyspieler bei den Chicago Steel, für die er von 2007 bis 2009 in der US-amerikanischen Juniorenliga United States Hockey League aktiv war. In der Saison 2008/09 wurde er für das All-Star Game der Liga nominiert und zum besten Verteidiger des Jahres der Liga sowie in deren erstes All-Star Team gewählt. Anschließend wurde der Verteidiger im NHL Entry Draft 2009 in der ersten Runde als insgesamt 21. Spieler von den Columbus Blue Jackets ausgewählt. Zunächst spielte er jedoch ein Jahr lang in der kanadischen Juniorenliga Ontario Hockey League für die Kitchener Rangers und nahm in der Saison 2009/10 am All-Star Game der Liga teil.
Zur Saison 2010/11 wurde Moore von den Columbus Blue Jackets zu deren Farmteam Springfield Falcons aus der American Hockey League beordert. Bei den Falcons konnte er mit 24 Scorerpunkten, davon fünf Tore, in 73 Spielen überzeugen, woraufhin er am AHL All-Star Classic teilnehmen durfte. Zudem bestritt er für Columbus seine ersten beiden Spiele in der National Hockey League, wobei er punkt- und straflos blieb. Zur Trade Deadline am 3. April 2013 wurde er zu den New York Rangers transferiert.
Im März 2015 gaben ihn die Rangers samt Anthony Duclair und zwei Entry-Draft-Wahlrechte (zweite Runde 2015 und erste Runde 2016) an die Arizona Coyotes ab und erhielten im Gegenzug Keith Yandle, Chris Summers und ein Viertrunden-Wahlrecht für den Draft 2015. Nach der Saison vertrat Moore sein Heimatland bei den Herren erstmals auf internationalem Niveau und gewann so bei der Weltmeisterschaft 2015 die Bronzemedaille.
Er beendete bei den Coyotes nur noch die Saison 2014/15, um im Anschluss als Free Agent einen Dreijahresvertrag bei den New Jersey Devils zu unterzeichnen. Diesen erfüllte er und schloss sich anschließend im Juli 2018 in gleicher Weise den Boston Bruins an, wo er einen Fünfjahresvertrag erhielt. Von der Saison 2020/21 verpasste er einen Großteil aufgrund einer Hüftverletzung. Im März 2022 wurde er dann kurz vor der Trade Deadline mitsamt Urho Vaakanainen, einem Erstrunden-Wahlrecht für den NHL Entry Draft 2022 sowie je einem Zweitrunden-Wahlrecht für die NHL Entry Drafts 2023 und 2024 zu den Anaheim Ducks transferiert, die im Gegenzug Hampus Lindholm und Kodie Curran nach Boston schickten. Nur wenige Tage später sollte er samt dem Vertrag von Ryan Kesler zu den Vegas Golden Knights transferiert werden, während Anaheim Jewgeni Dadonow sowie ein konditionales Zweitrunden-Wahlrecht im NHL Entry Draft 2023 oder 2024 erhalten sollte. Nachdem die NHL dieses Tauschgeschäft initial genehmigt hatte, wurde klar, dass eine Klausel in Dadonows Vertrag einen Transfer nach Anaheim verhinderte (no-trade clause). Daher war die Liga wenige Tage später gezwungen, das Tauschgeschäft für ungültig zu erklären, sodass Moore bei den Ducks verblieb. In weiterer Folge verpasste er die gesamte Spielzeit 2022/23 verletzungsbedingt aufgrund der Folgen einer Gehirnerschütterung, bevor sein Vertrag in Anaheim, ohne NHL-Einsatz für die Ducks, im Sommer 2023 auslief.

## Erfolge und Auszeichnungen
| - 2009 Teilnahme am USHL All-Star Game - 2009 USHL First All-Star Team - 2009 USHL-Verteidiger des Jahres | - 2010 Teilnahme am OHL All-Star Game - 2011 Teilnahme am AHL All-Star Classic |

### International
- 2008 Goldmedaille bei der World Junior A Challenge
- 2015 Bronzemedaille bei der Weltmeisterschaft

## Karrierestatistik
Stand: Ende der Saison 2022/23

### International
Vertrat die USA bei:
- World Junior A Challenge 2008
- Weltmeisterschaft 2015

(Legende zur Spielerstatistik: Sp oder GP = absolvierte Spiele; T oder G = erzielte Tore; V oder A = erzielte Assists; Pkt oder Pts = erzielte Scorerpunkte; SM oder PIM = erhaltene Strafminuten; +/− = Plus/Minus-Bilanz; PP = erzielte Überzahltore; SH = erzielte Unterzahltore; GW = erzielte Siegtore; 1 Play-downs/Relegation; Kursiv: Statistik nicht vollständig)